# Рейхель Карл Якович
Карл Якович Рейхель (при народженні Carl Christian Philipp Reichel; Карл Крістіан Філіп Рейхель; 28 вересня 1788, Варшава, Річ Посполита — кінець 1856 або початок 1857, Тульчин Брацлавського повіту, Подільської губернії, нині Вінницької області) — польський художник німецького походження: портретист, ілюстратор, художник-мініатюрист, гравер.

## Життєпис
Карл Крістіан Філіп Рейхель народився 28 вересня 1788 року в місті Варшава, у родині Йоганна Рейхеля (1746—1801). Його батько, відомий медальєр та монетний майстер Варшавського монетного двору, був родом із Німеччини. Разом з батьком Карл Крістіан Філіп Рейхель приїхав до Санкт-Петербурга в 1799 або 1800 році.
З 1801 по 1809 роки навчався в Імператорській академії мистецтв у портретному класі у Степана Семеновича Щукіна. В 1807 році отримав малу срібну медаль, а в 1808 році отримав дві медалі (малу срібну та малу золоту) за виконання програми «Представити скульптора, який працює над скульптурою». У 1809 році за програму «Представити священика, який тлумачить двом молодим людям заповіді Божі» отримав право закордонної пенсіонерської поїздки і як пенсіонер академії мистецтв з 1810 по 1811 рік жив у Парижі. Академію закінчив із Золотою медаллю першої гідності, був нагороджений шпагою.
Деякий час жив у Дрездені. Повернувшись до Петербурга, він, головним чином, займався портретним живописом. У 1819 році відвідав місто Тульчин в Україні, де одружився з Софією Анастасієвою, падчерицею декабриста Олексія Юшневського. З 1841 року він із родиною переїхав до Великого Новгорода, де його молодший брат Казимир Рейхель займався містобудуванням.
У 1845 році Карл переїхав з сім'єю до своєї тещі Марії Казимирівни Юшневської, яка стала вдовою, і деякий час жив у Іркутську. У 1848 році переїхав у пошуках заробітку в Кяхту, яка розташована на російсько-китайському кордоні, де й залишився жити. Там Карл Рейхель писав не лише портрети, а й займався написанням ікон для місцевого Воскресенського собору. У червні 1857 року він приїхав зі своєю донькою Софією до Києва, а потім до Тульчина, де незабаром й помер.

## Творчість
Карл Рейхель написав портрети багатьох видатних громадських діячів та царських осіб Російської імперії. Зокрема, це — портрети імператриці Олександри Федорівної, письменників Олександра Герцена, Тимофія Грановського, Петра Вяземського, Дмитра Ланського та військового Олександра Тормасова.
1846 року ним було виконано портрет імператриці Олександри Федорівни для інституту шляхетних дівчат, який зберігається в Іркутському обласному художньому музеї. У 1854 році він виконав портрети декабриста Сергія Трубецького та його дружини. Портрет китайського чиновника був написаний Рейхелем під час останньої поїздки до Кяхти, який, швидше за все, був виконаний на замовлення.
Товаришував з колекціонером і меценатом Олексієм Томіловим та художником Олександром Орловським, писав їх портрети. Створював полотна для Військової галереї 1812 року в Ермітажі, написав ряд жанрових офортів.
У період з 1847 по 1853 рік художник отримав офіційну пропозицію архієпископа Іркутська розписати вівтар Воскресенської церкви в Кяхті. Серед фресок були виконані: «Господь Вседержитель», «Мати Божа», «Трійця», «Воскресіння», «Поклоніння волхвів», «Святитель Інокентій», «Святитель Миколай», «Таємна вечеря», «Пророк Мойсей», «Пророк цар Давид», «Іоанн Хреститель», «Апостол Петро», «Апостол Павло». У 1920-ті та 1930-ті роки дві чудотворні ікони, написані Карлом Рейхелем, замироточили.

Портрети написані Карлом Рейхелем
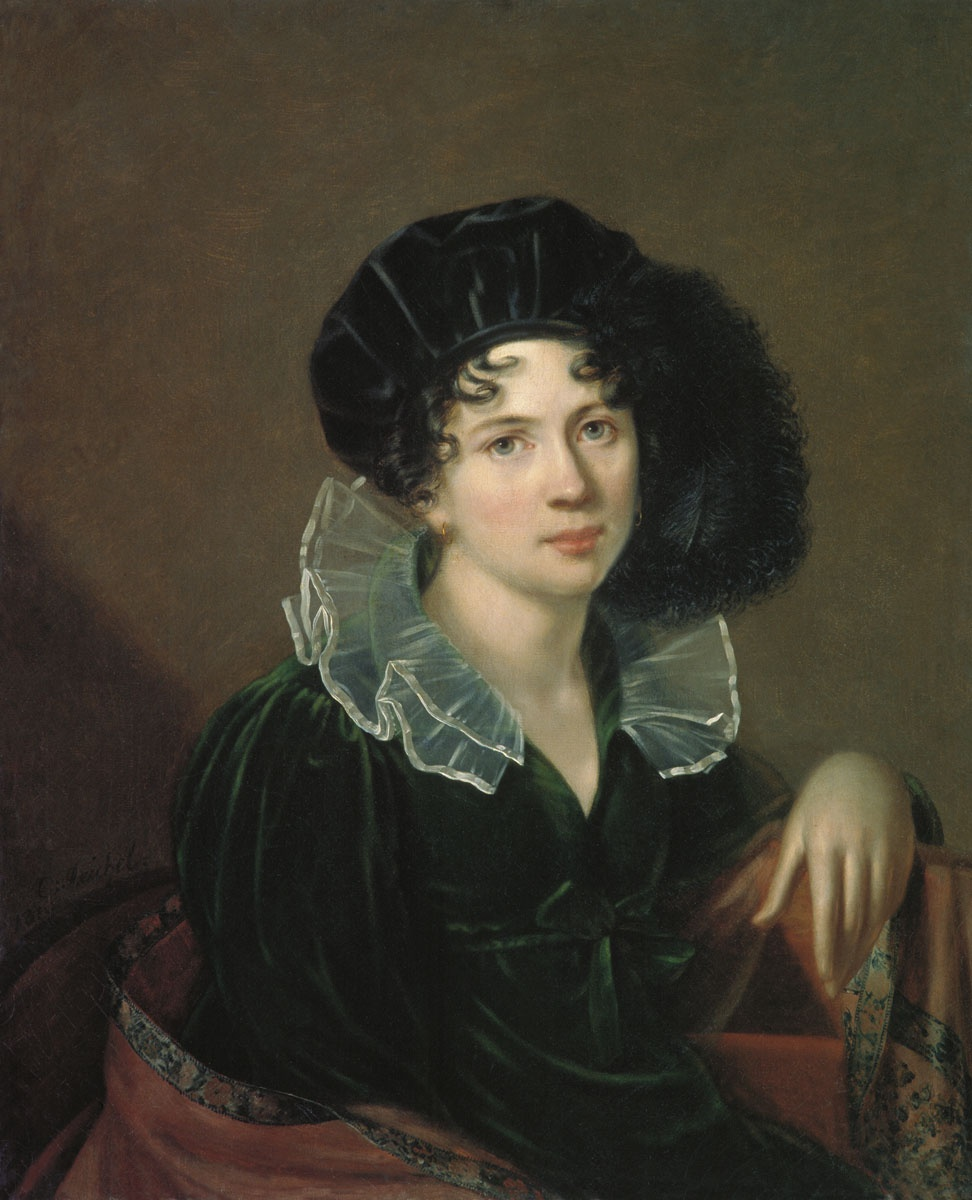
Тетяна Василівна Голіцина
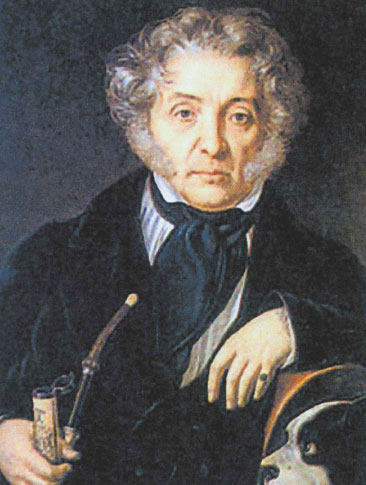
Федір Вванович Толстой
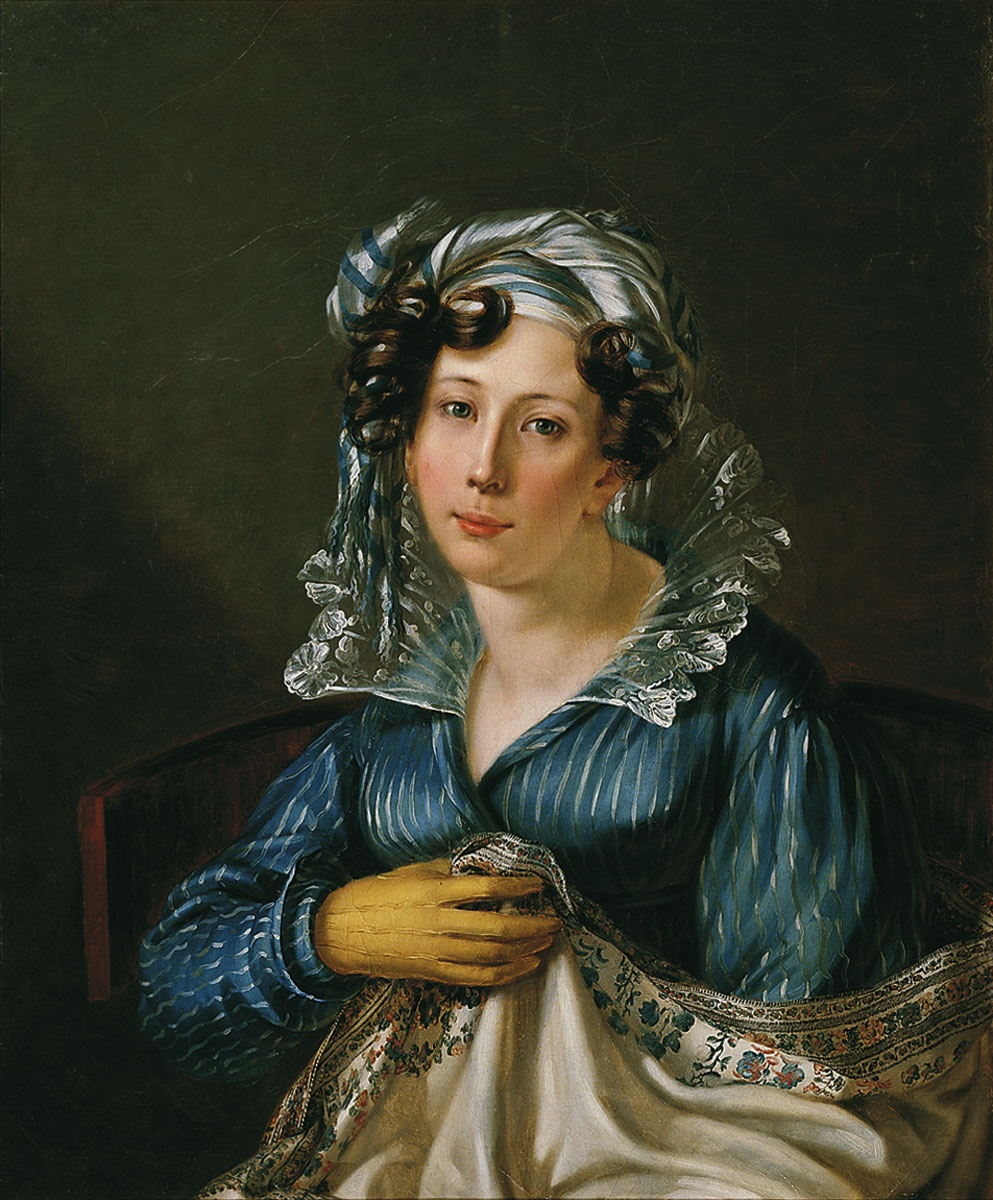
Віра Федорівна Вяземська
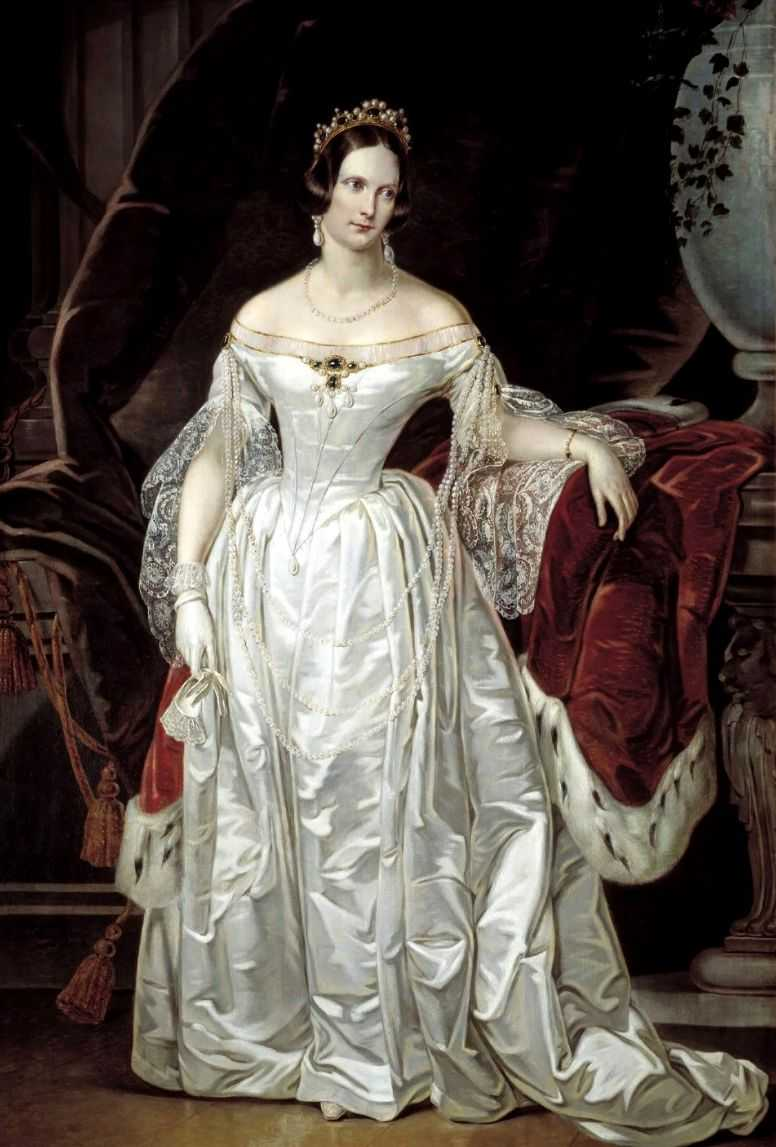
імператриця Олександра Федорівна
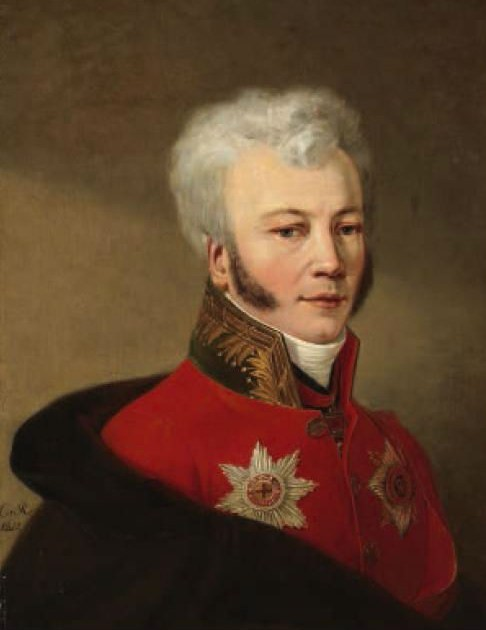
Дмитро Сергійович Ланськой
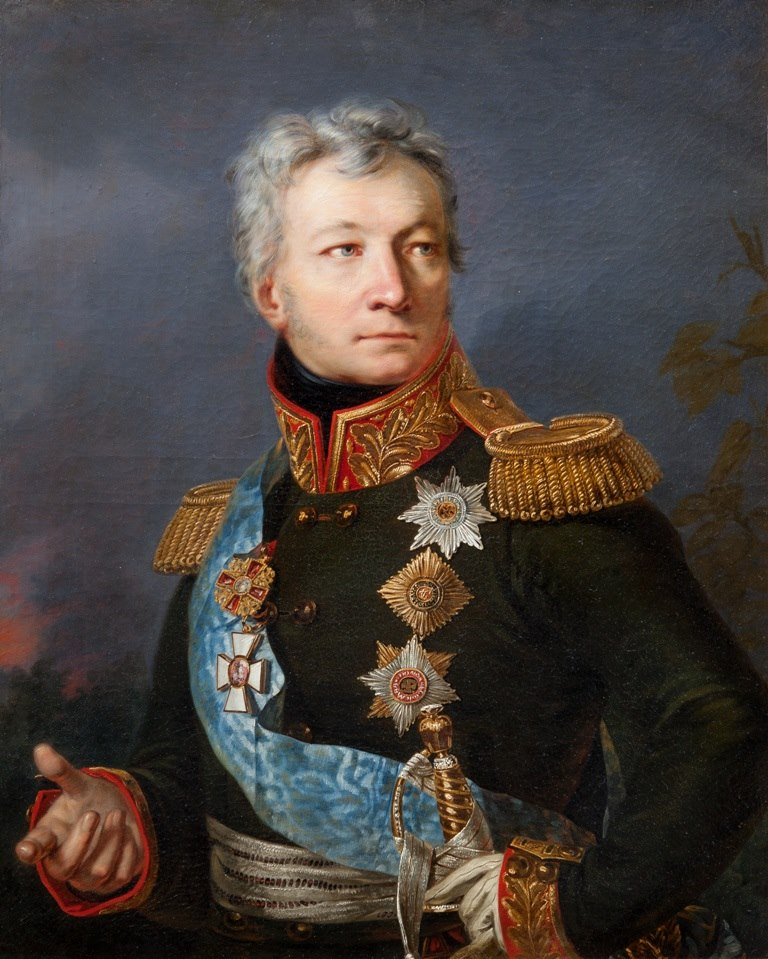
Олександр Петрович Тормасов
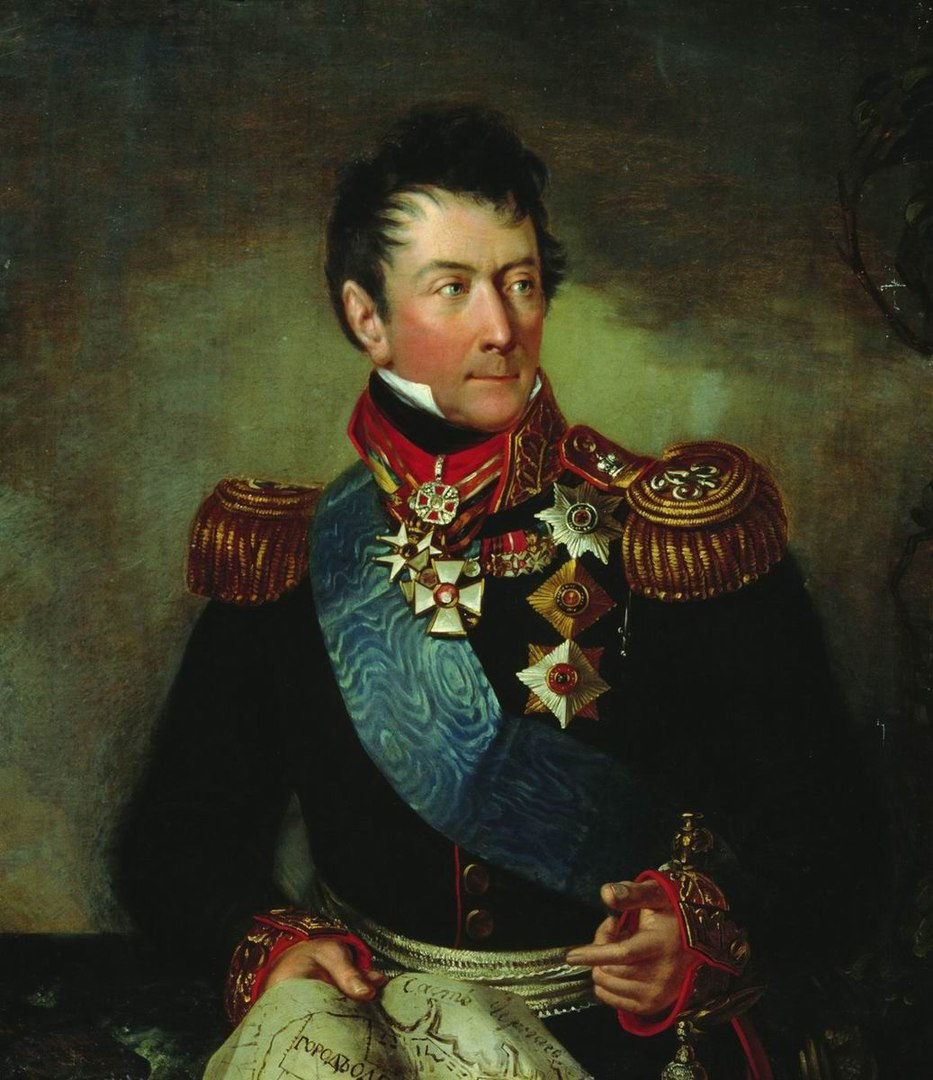
Луї Олександр Андро де Ланжерон

## Спадщина
Твори Карла Рейхеля знаходяться в зібраннях Ермітажу, в Третьяковській галереї, Державному Російському музеї Петербурга, в музеї Олександра Герцена в Москві, в художніх музеях Казані, Пермі, Омська, Іркутська, Красноярська. Ікони написані Карлом Рейхелем після закриття в 1930 році Вознесенської церкви було передано до краєзнавчого музею Кяхти, де полотна пролежали в рулонах майже 80 років. Найбільша ікона — «Таємна вечеря» — була відреставрована у 2020 році фахівцями всеросійського художнього науково-реставраційного Центру імені І. Е. Грабаря.
Гравюра Рейхеля із зображенням святої Сесилії зберігається у Британському музеї.
Мініатюра на слоновій кістці із зображенням доньки Георга Августа — Ернестіни (авторство портрета Ернестіни, графині Ройсс-Еберсдорф, написаного близько 1795 року, наприкінці життя графині, приписують Карлу фон Райхелю) — знаходиться в королівській колекції зібрання мистецтв у Кембріджі (Cust, L., 1910. Windsor Castle: Portrait Miniatures, London 1033RW). Гравюра із зображенням святої Сесилії знаходиться у Британському музеї.
Ескізи, гравюри та інші роботи художника можна зустріти на аукціонах Європи.